# Habiba Marzouk
Pour les articles homonymes, voir Marzouk.
Habiba Marzouk, née le 14 mai 2002 au Caire, est une gymnaste rythmique égyptienne.

## Carrière
Aux championnats d'Afrique de gymnastique rythmique 2018 au Caire, Habiba Marzouk est médaillée d'or par équipes et au concours général individuel, médaillée d'argent au ballon et au ruban et médaillée de bronze au cerceau et aux massues.
Aux championnats d'Afrique de gymnastique rythmique 2020 à Charm el-Cheikh, elle est médaillée d'or par équipes, au concours général individuel, au ballon, au ruban, au cerceau et aux massues.
Elle est médaillée d'or au concours général individuel ainsi qu'au concours par équipes lors des Championnats d'Afrique de gymnastique rythmique 2023 à Moka.
Elle est médaillée d'or par équipes et médaillée d'argent au ballon et aux massues ainsi que médaillée de bronze au concours général et au cerceau aux Championnats d'Afrique de gymnastique rythmique 2024 à Kigali.